# Regimentul 73 Infanterie (1916-1918)

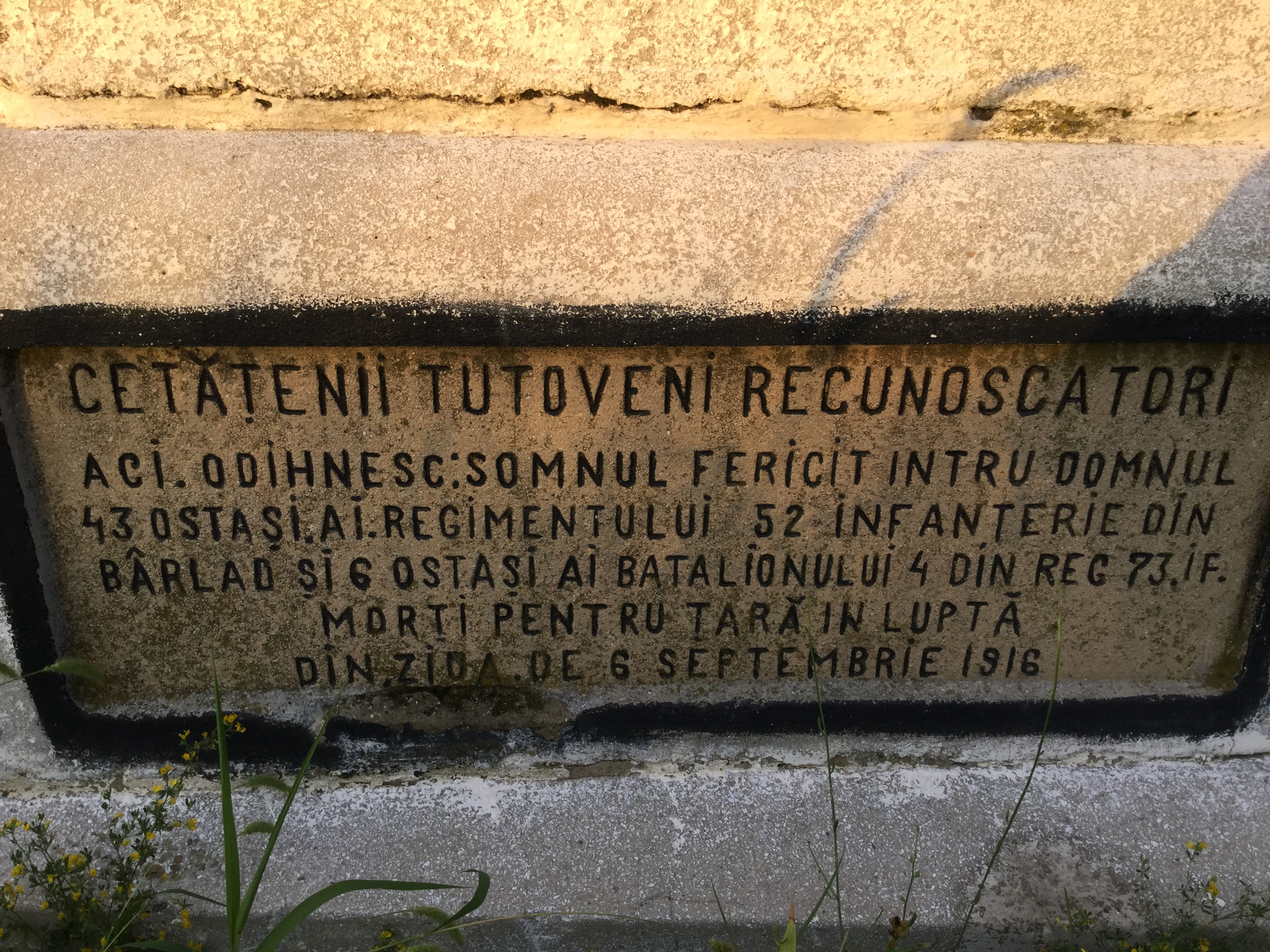

Regimentul 73 Infanterie a fost o unitate de nivel tactic din rezerva armatei permanente care s-a constituit la 14/27 august 1916, prin mobilizarea unităților și subunităților de infanterie din cercul de recrutare Tulcea, din cadrul Comandamentului V Teritorial.:p. 103 Regimentul a făcut parte din organica Brigăzii 40 Infanterie. La intrarea în război, Regimentul 73 Infanterie a fost comandat de locotenent-colonelul Dumitru Sachelarie. Regimentul 73 Infanterie a participat la acțiunile militare pe frontul românesc, pe toată perioada războiului, între 14/27 august 1916 - 28 ocotmbrie/11 noiembrie 1918.
Drapelul de luptă al regimentului a fost decorat cu cea mai înaltă distincție de război, Ordinul „Mihai Viteazul”, clasa III:
„Pentru vitejia și avântul cu care au luptat ofițerii, subofițerii și soldații regimentului în crâncenele lupte din Bulgaria și de pe frontul Predeal, ce au avut loc in 1916. S-au distins în mod strălucit, în zilele de 18-20 septembrie când a concurat de aproape la înfrângerea forțelor bulgare de la Riahovo, Mah-Laia și Mah-Para (Flăinanda), precum și în luptele pentru apărarea sectorului dintre Cota 1297 și Muntele Piatra Arsă, lupte în care au dat dovadă de înalte virtuți ostășești. Acest eroic regiment luptând cu numeroase forțe inamice, a cucerit punctul Predeluș și Muntele Susaiu; iar de la 9 octombrie 1916 a dat lupte furioase pentru apărarea Văii Cerbului; apoi, pe Muntele Dihamul și Cleștelui, până in ziua de 22 noiembrie, când a luptat pe Muntele Clăbucetul și de pe care a fost retras pentru reorganizare cu un efectiv redus, prin lupte pentru Patrie și Rege, la mai puțin de 200 de viteji.”
Înalt Decret no. 323 din 22 ianuarie 1919

## Decorații
- Ordinul „Mihai Viteazul”, clasa III[4]